# Ortognathus arnoldii
Ortognathus arnoldii är en mångfotingart som beskrevs av Folkmanova 1958. Ortognathus arnoldii ingår i släktet Ortognathus och familjen storjordkrypare.
Artens utbredningsområde är Ukraina. Inga underarter finns listade i Catalogue of Life.